# Otto von Manteuffel

Otto von Manteuffel ca. 1898

Otto Karl Gottlob Freiherr von Manteuffel (* 29. November 1844 in Berlin; † 4. März 1913 ebenda) war Rittergutsbesitzer in der Niederlausitz und führender konservativer preußischer Politiker.

## Leben und Wirken

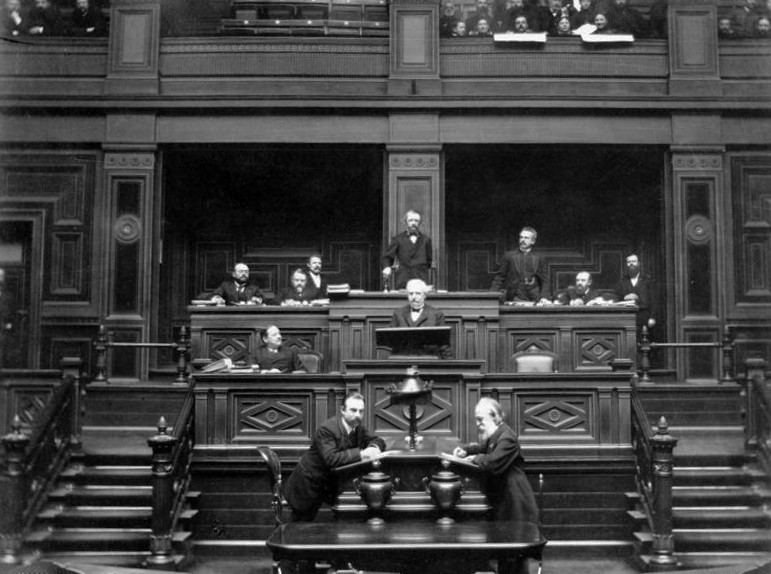
Otto von Manteuffel im Reichstag Leipziger Straße

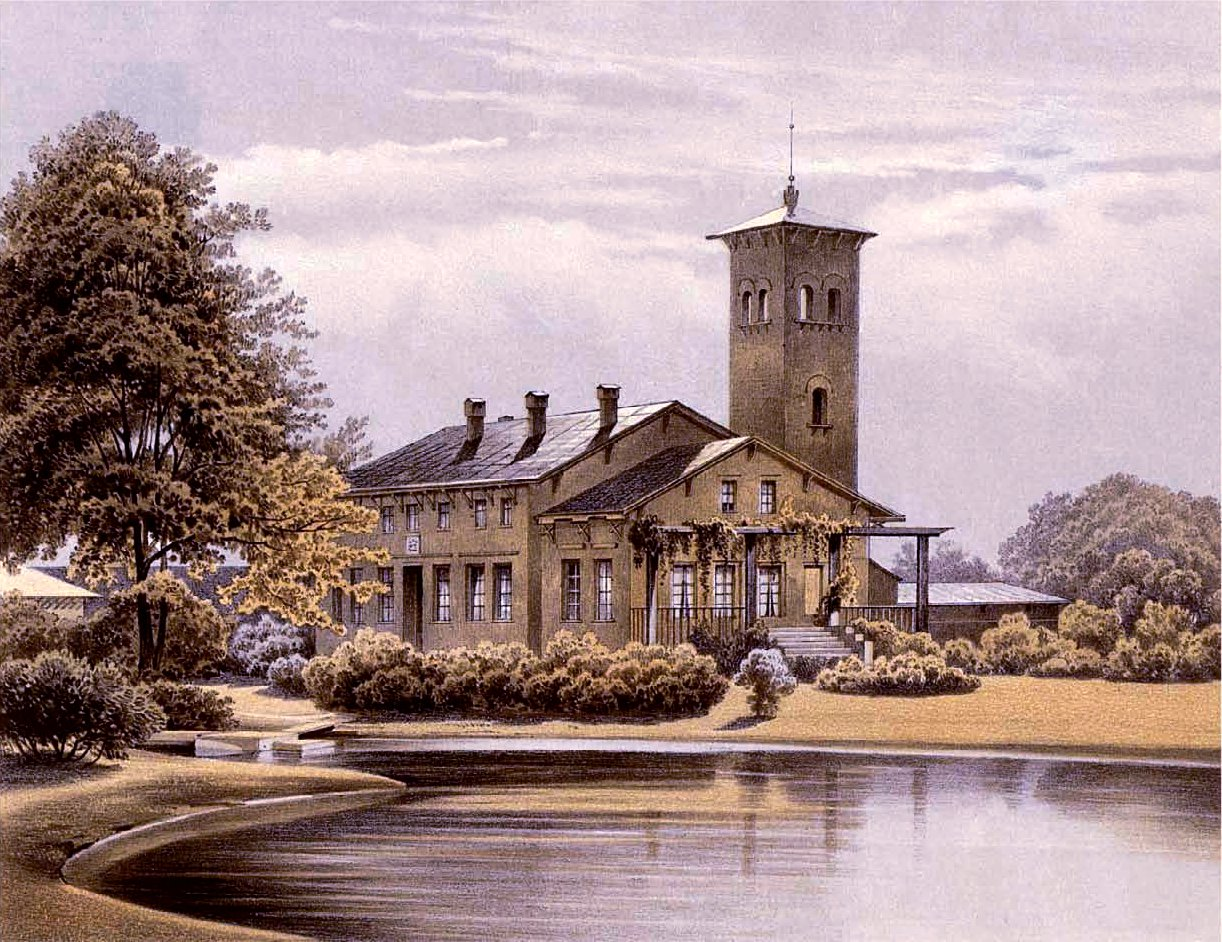
Gut Krossen um 1860, Sammlung Alexander Duncker

Manteuffel war der Sohn des preußischen Ministerpräsidenten Otto Theodor Freiherr von Manteuffel und seiner Frau Berta geb. von Stammer. Der preußische Landwirtschaftsminister Karl Otto von Manteuffel war sein Onkel, der General Kurt von Manteuffel ein Cousin zweiten Grades. Er studierte Rechtswissenschaft an der Georg-August-Universität und der Martin-Luther-Universität Halle-Wittenberg. Er war Mitglied der Corps Saxonia Göttingen (1862) und Marchia Halle (1864).
Am Deutschen Krieg nahm er als Leutnant im 12. Husarenregiment teil. Von 1872 bis 1889 war Manteuffel Landrat in Luckau. Außerdem war er Mitglied im Provinziallandtag Brandenburg und im Kommunallandtag der Niederlausitz. Daneben war Manteuffel Mitglied der Generalsynode und der Provinzialsynode für Brandenburg. Er war Vorsitzender des Evangelischen Hilfsvereins und Generaldirektor der Land-Feuersocietät für die Kurmark und die Niederlausitz.
Von 1877 bis 1898 war Manteuffel Mitglied des Reichstages für die deutschkonservative Partei. Zwischen 1892 und 1897 war er Fraktionsvorsitzender. Seit 1883 war er außerdem Mitglied des Herrenhauses; 1891 war er sein erster Vizepräsident. Von 1882 bis 1908 war er Vorsitzender der alten Fraktion. Mit Bundesratsbeschluss vom 4. Dezember 1890 wurde Manteuffel als Mitglied der 2. Kommission zur Ausarbeitung des 2. Entwurfs des Bürgerlichen Gesetzbuchs berufen.
In der Deutschkonservativen Partei spielte Manteuffel vor allem seit dem Tivoliparteitag 1892, auf dem unter anderem antisemitische Programmpunkte beschlossen wurden, eine zentrale Rolle. Bis 1911 war er Vorsitzender der deutschkonservativen Partei. Außerdem war Manteuffel 1894 Vorsitzender des brandenburgischen Provinziallandtages und des Niederlausitzer Kommunallandtages. 1896 umfasste sein Grundbesitz um Krossen, Drahnsdorf, Falkenhayn und Schäcksdorf bei Luckau gut 2000 ha.
Zwischen 1896 und 1912 war er Landesdirektor der Provinz Brandenburg. Im Jahr 1904 wurde er zum Wirkl. Geh. Rat ernannt. Von 1908 und 1911 war Manteuffel Präsident des Herrenhauses. Außerdem war er Vorsitzender des konservativen Vereins der Steuer- und Wirtschaftsreformer.

## Familie
Otto von Manteuffel vermählte sich 1872 in Merseburg mit Helene Johanne Luise Isidore von Brandenstein a.d.H. Zöschen (1847–1934). Das Ehepaar blieb kinderlos.

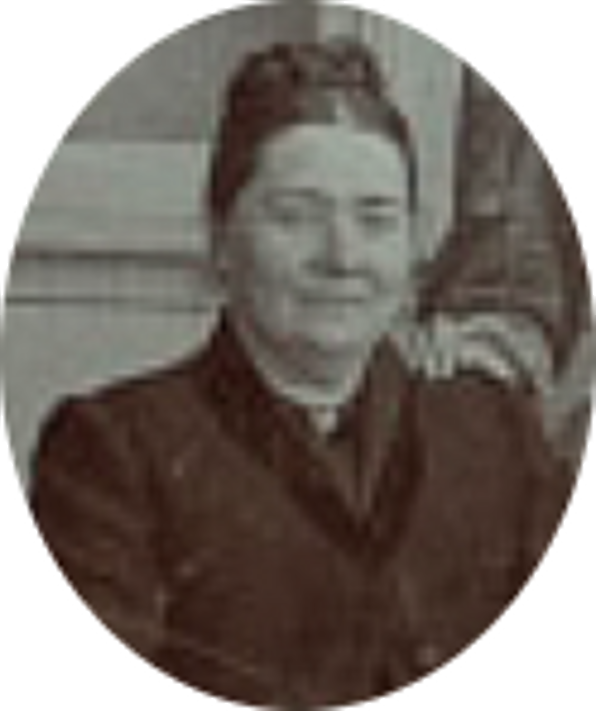
Helene von Manteuffel, geb. Brandenstein, langjährige Vorsitzende der Brandenburgischen Frauenhilfe

 Helene adoptierte um 1927 ihren Neffen Hans von Brandenstein (1870–1950) und regelte so die Frage der Nachfolge im Gutsbesitz.